# Mirtha Legrand
Rosa María Juana Martínez Suárez (sinh ngày 23 tháng 2 năm 1927), được biết đến với nghệ danh Mirtha Legrand (một nghệ sĩ vẽ chân dung cho tạp chí Legrand Pháp, nghĩa là "vĩ đại" n, tiếng Tây Ban Nha: La grande) là một nữ diễn viên và người dẫn chương trình truyền hình của Argentina, chị em sinh đôi của Silvia Legrand. Với 72 năm sự nghiệp, Legrand là một nhân vật giải trí nổi tiếng ở Argentina. Mặc dù đã xuất hiện trong 36 bộ phim và mười hai buổi biểu diễn sân khấu, Legrand nổi tiếng hơn với các chương trình truyền hình.

## Tiểu sử

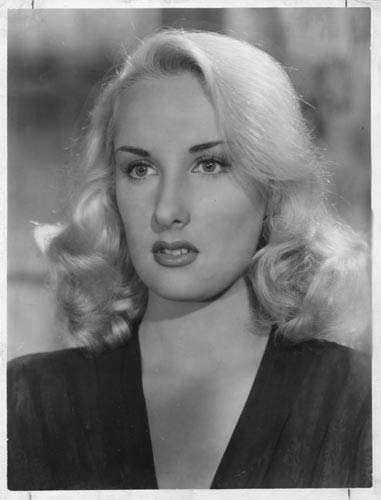
Mirtha Legrand, 1946

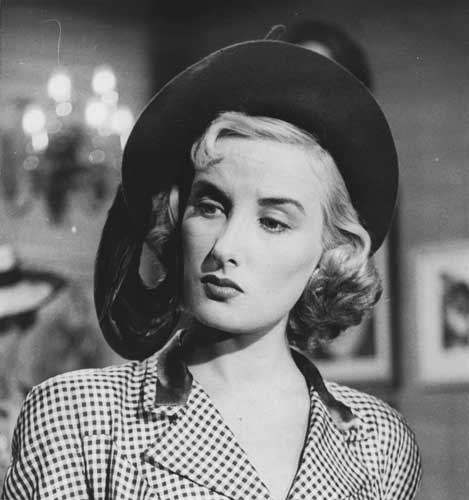
Mirtha Legrand, 1949

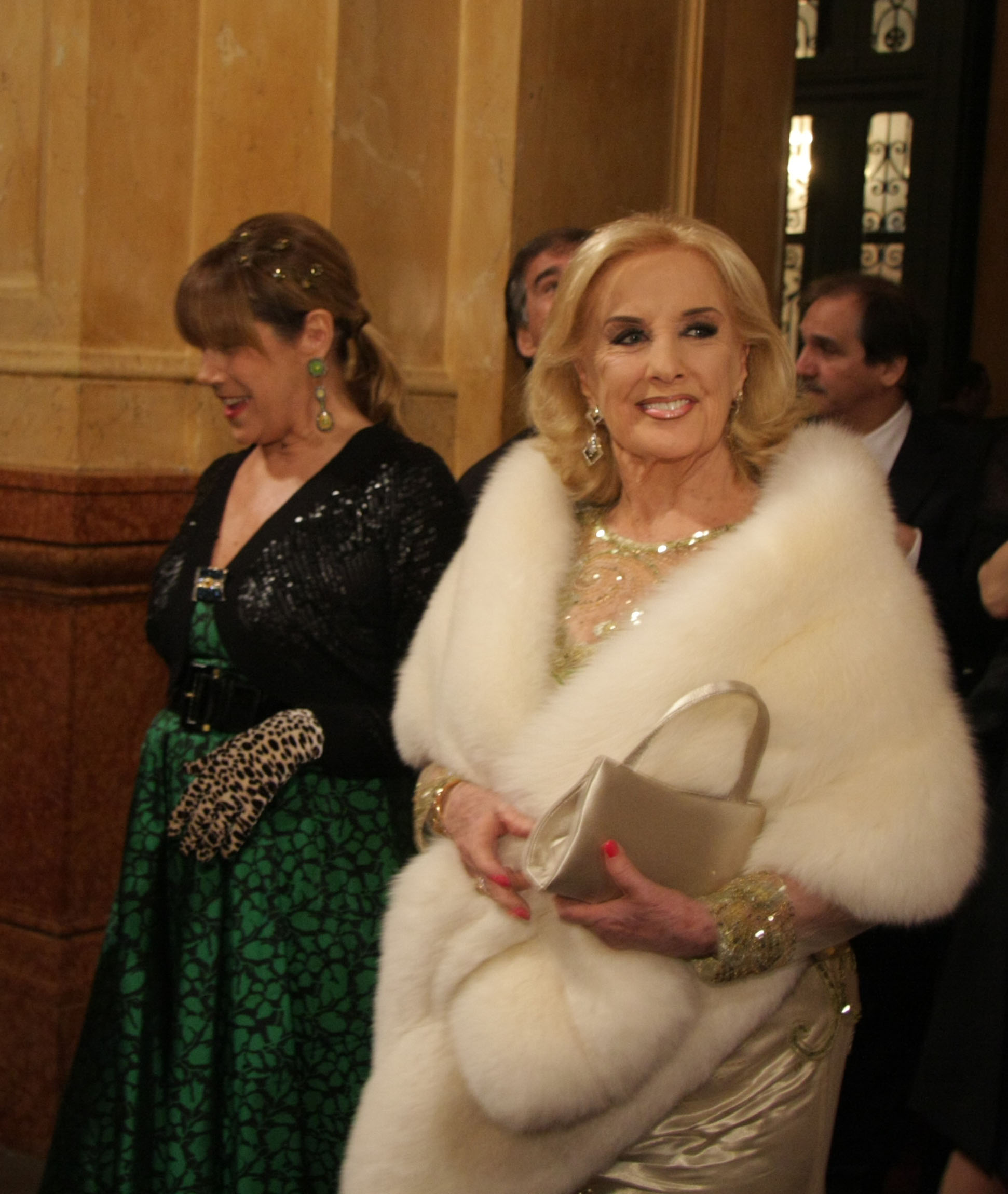
Mirtha in the Teatro Colón in 2010.

Legrand và chị gái Silvia sinh ngày 23 tháng 2 năm 1927 tại Villa Cañás. Cha bà là Jose Martínez, một người quản lý thư viện và mẹ bà là Rosa Suárez, một giáo viên trung học. Bà có một người anh tên là Jose Antonio. Cha mẹ của bà là người Tây Ban Nha. Họ ly dị vào năm 1934, sau đó Rosa cùng với ba đứa con chuyển đến sinh sống tại Rosario, tại đây các chị em của Legrand theo học các lớp ca hát và nhảy múa. Năm 1936, họ chuyển đến khu phố La P Parental ở Buenos Aires.
Legrand bắt đầu sự nghiệp của mình trong lễ hội hóa trang năm 1939 khi cô tham gia một cuộc thi do chương trình Diario de Cine (Nhật ký điện ảnh) tổ chức tại Đài phát thanh Bỉ. Cô trở nên nổi tiếng vào cuối những năm 1930 và đầu những năm 1940, trong thời kỳ hoàng kim của điện ảnh Argentina giống như Hollywood hiện tại. Bộ phim đầu tay của cô là trong Educating Niní, với sự tham gia của Niní Marshall và em gái của Legrand là Silvia.
Trong khi đang đóng bộ phim Cinco ambos (Năm nụ hôn), được đạo diễn bởi Luis Saslavsky, người cũng đạo diễn bộ phim nổi tiếng Los martes, orquídeas, năm 1945, Legrand đã gặp người chồng tương lai Daniel Tinayre, một đạo diễn gốc Pháp. Mirtha Legrand kết hôn với Tinayre vào ngày 18 tháng 5 năm 1946. Daniel Andrés, con trai đầu lòng của cặp vợ chồng, sinh năm 1947; Marcela, con gái của cặp vợ chồng, sinh năm 1950. Mirtha Legrand và Daniel Tinayre tiếp tục cuộc hôn nhân cho đến khi Tinayre qua đời vào năm 1994. Tinayre được chẩn đoán mắc bệnh viêm gan B vào tháng 9 năm 1994 và qua đời một tháng sau đó. Con trai bà Daniel qua đời vì ung thư tuyến tụy năm 1999.

## Sự nghiệp
Sự nghiệp điện ảnh của cô kéo dài hơn 25 năm từ 1939 đến năm 1965. Cô tham gia 36 bộ phim của Argentina và Tây Ban Nha, bao gồm:
- Educating Niní (tiếng Tây Ban Nha: Hay que educar a Niní)
- Los martes, orquídeas (1941)

## Giải thưởng

### Đề cử
- 2013 Giải thưởng Martín Fierro
  - Nữ MC hay nhất[4]

## Liên kết mở rộng
- Mirtha Legrand trên IMDb
- (tiếng Tây Ban Nha) Mirtha Legrand at cinenacional.com
- (tiếng Tây Ban Nha) Biography of Mirtha Legrand
- (tiếng Tây Ban Nha) Legend about Mirtha Legrand